# Фрейшіал-ду-Кампу
Фрейшіал-ду-Кампу (порт. Freixial do Campo; МФА: [fɾɐj.ʃi.ˈaɫ du ˈkɐ̃.pu]) — парафія в Португалії, у муніципалітеті Каштелу-Бранку. Розташована в східній частині країни, на теренах історичної португальської провінції Бейра. Входить до складу округу Каштелу-Бранку. За адміністративним поділом, чинним до 1976 року, терени парафії були складовою провінції Нижня Бейра. Належить до Порталегрівсько-Каштелу-Бранківської діоцезії Католицької церкви. Патрон — святий Варфоломій. Площа — 18,5188 км². Населення — 468 ос. (2011). Слабо урбанізований регіон. Густота населення — 25,27 осіб/км²
. Код — 050209.

## Населення
| Кількість мешканців | Кількість мешканців | Кількість мешканців | Кількість мешканців | Кількість мешканців | Кількість мешканців | Кількість мешканців | Кількість мешканців | Кількість мешканців | Кількість мешканців | Кількість мешканців | Кількість мешканців | Кількість мешканців | Кількість мешканців | Кількість мешканців |
| ------------------- | ------------------- | ------------------- | ------------------- | ------------------- | ------------------- | ------------------- | ------------------- | ------------------- | ------------------- | ------------------- | ------------------- | ------------------- | ------------------- | ------------------- |
| 1864                | 1878                | 1890                | 1900                | 1911                | 1920                | 1930                | 1940                | 1950                | 1960                | 1970                | 1981                | 1991                | 2001                | 2011                |
| 344                 | 369                 | 425                 | 475                 | 573                 | 630                 | 672                 | 842                 | 893                 | 874                 | 675                 | 661                 | 617                 | 537                 | 468                 |